# Hautefage-la-Tour
Hautefage-la-Tour é uma comuna francesa na região administrativa da Nova Aquitânia, no departamento Lot-et-Garonne. Estende-se por uma área de 21,12 km². Em 2010 a comuna tinha 1 026 habitantes (densidade: 48,6 hab./km²).